# Corythophora
Corythophora es un género con  especies de plantas de flores perteneciente a la familia Lecythidaceae. Comprende cuatro especies. 

## Especies
- Corythophora alta.
- Corythophora amapaensis.
- Corythophora labriculata.
- Corythophora rimosa.